# آدریانو ویرا لوزادا
آدریانو ویرا لوزادا (به پرتغالی: Adriano Vieira Louzada) مهاجم اهل برزیل است که در شهر ریو برانکو و در تاریخ ۳ ژانویهٔ ۱۹۷۹ به دنیا آمده‌است.
آدریانو ویرا لوزادا در تیم‌های فوتبال Juventus-AC سابقهٔ حضور دارد.